# Alain Delon
Alain Fabien Maurice Marcel Delon ([alɛ̃ dəlɔ̃]; Sceaux, 8 novembre 1935 – Douchy-Montcorbon, 18 agosto 2024) è stato un attore, produttore cinematografico e cantante francese con cittadinanza svizzera.

Firma di Alain Delon

Tra gli attori più apprezzati della storia del cinema, Delon fu ampiamente riconosciuto come uno dei più grandi sex symbol della sua epoca.
Egli ebbe un profondo impatto culturale nel corso del XX secolo, tanto da influenzare generazioni di attori e registi come Keanu Reeves, Martin Scorsese, Leonardo DiCaprio (il quale definì Delon come «l'attore più bello di sempre») e Jean-Paul Belmondo, il quale venne etichettato come suo eterno "rivale" mediatico nella Francia degli anni Sessanta. La sua «bellezza derivata dall'aspetto ammaliante, dal viso angelico e dagli occhi di ghiaccio ipnotizzanti», gli permise di interpretare uomini cupi, misteriosi, solitari, molto spesso rivelatisi perfino autobiografici del loro interprete.
Fondamentali per la carriera dell'attore furono le collaborazioni con i registi René Clément, Luchino Visconti e Jean-Pierre Melville; fra i personaggi più celebri da lui interpretati vi furono il cupo e timoroso Rocco in Rocco e i suoi fratelli (1960), il principe Tancredi ne Il Gattopardo (1963), il killer Jef in Frank Costello faccia d'angelo (1967), il gangster Rogert Startet ne Il clan dei siciliani (1969), lo scrittore fallito Jean-Paul Leroy ne La piscina (1969); fu inoltre Zorro nell'omonimo film di Duccio Tessari del 1975, il misterioso Robert Klein di Mr. Klein (1976) e il barone di Charlus in Un amore di Swann (1984).
Nel 1985 vinse il premio César per il migliore attore per il film Notre histoire; vinse inoltre il David di Donatello, l'Orso d'oro alla carriera al Festival di Berlino, mentre nel 1963 ottenne una candidatura ai Golden Globe per il film Il Gattopardo.
Dagli anni Settanta fece esperienze anche come produttore cinematografico, tramite la sua Adel Productions, e in qualità di regista come nel thriller Per la pelle di un poliziotto (1981) e nel drammatico Braccato (1983). La sua ultima interpretazione sul grande schermo fu Giulio Cesare nel film del 2008 Asterix alle Olimpiadi, mentre nel 2017 annunciò il suo ritiro dalle scene.

## Biografia

### Giovinezza
Alain Fabien Maurice Marcel Delon nacque a Sceaux l'8 novembre 1935, figlio di François Fabien (1904-1977), direttore del Régina, piccolo cinema di quartiere, e di Édith Arnold (1911-1995), commessa di farmacia.
La famiglia Delon è originaria di Saint-Vincent-Lespinasse.
Il bisnonno paterno di Alain, Fabien Delon (1829-1909), fu decorato con la Legion d'onore nel 1892 mentre sua nonna paterna, Marie Antoinette Evangelista, nacque a Prunelli di Fiumorbo, in Corsica.
Nel 1939 i genitori divorziarono e il padre scomparve dalla vita di Alain per diversi anni.
La madre prese la decisione di affidarlo alla famiglia di una guardia carceraria della prigione di Fresnes.
In quel periodo Alain fu spettatore della fucilazione del collaborazionista Pierre Laval, esperienza che da un lato lo turbò ma dall'altro lo affascinò.
A 8 anni, non potendo più restare con la famiglia adottiva e non potendo tornare dalla madre, visse nel collegio di suore a Issy-les-Moulineaux dove incontrò uno dei suoi più cari amici, Gérard Salomé, con cui trascorse tutta la giovinezza. A causa del suo carattere perennemente ribelle, dovuto per sua stessa ammissione al trauma subito dalla separazione dei genitori, ottenne sempre brutti voti a scuola e per questo motivo fu costretto a cambiare diversi istituti. All'età di 14 anni lasciò la scuola; sua madre, risposatasi con un maestro salumiere, Paul Bologne, lo indirizzò come apprendista salumiere nella macelleria del patrigno, in cui Alain si trovò subito a suo agio, diventando in breve uno dei dipendenti più proficui. Sempre all'età di 14 anni recitò in Le Rapt, un cortometraggio girato dal padre di uno dei suoi amici.
All'età di 17 anni, sovvertendo tutti gli iniziali obiettivi di diventare maestro salumiere e prendere il posto del patrigno, decise di arruolarsi nella marina francese. Dopo un periodo presso il Centro di Addestramento Marittimo di Pont-Réan, continuò il servizio militare nel 1953 presso la Scuola di Trasmissione Bormettes. Dopo essere stato arrestato per furto di equipaggiamento, la Marina francese gli offrì la scelta di lasciare la Marina o prolungare il suo impegno da tre a cinque anni. Marinaio di prima classe, fu assegnato alla compagnia di protezione dell'arsenale di Saigon, nell'Indocina francese. Verso la fine della guerra d'Indocina, fu arrestato per aver rubato una jeep con la quale cadde in un dirupo. Gli fu ritirata la licenza radiofonica e fu espulso dalla Marina. Festeggiò il suo ventesimo compleanno nella cella. Questo periodo militare, per sua amissione, ebbe un profondo impatto sul suo carattere: scoprì la disciplina militare, il senso dell'onore e il rispetto della bandiera della Francia. Si appassionò alle armi e rimase affascinato da Jean Gabin in "Touchez pas au grisbi", film che vide nella capitale indocinese. Dopo 3 anni venne espulso dalla Marina, dopo aver totalizzato ben 11 mesi complessivi di prigione per indisciplina. Tornato in Francia nel 1956, egli dovette affrontare una situazione di ristrettezza economica, svolgendo i lavori più disparati quali il facchino, il commesso, il cameriere nei quartieri malfamati di Montmartre e Halles; per sua stessa ammissione, finì per fare il bohémien sempre a Montmartre.
Grazie alla passione per la giovane attrice Brigitte Auber si allontanò da quel mondo e fece la conoscenza dell'attore Jean-Claude Brialy che lo invitò al Festival di Cannes, dove la sua bellezza candida e al tempo stesso glaciale non passò inosservata. Si trasferì a Roma, dove condivise l'appartamento con Gian Paolo Barbieri, che divenne poi un famoso fotografo, e gli venne proposto un contratto che avrebbe potuto eventualmente portarlo a Hollywood a patto di imparare l'inglese. Nonostante Alain avesse iniziato un corso di inglese in Francia, il viaggio saltò quando il regista e sceneggiatore francese Yves Allégret lo convinse a lavorare per lui.

### L'esordio nel cinema e i primi successi

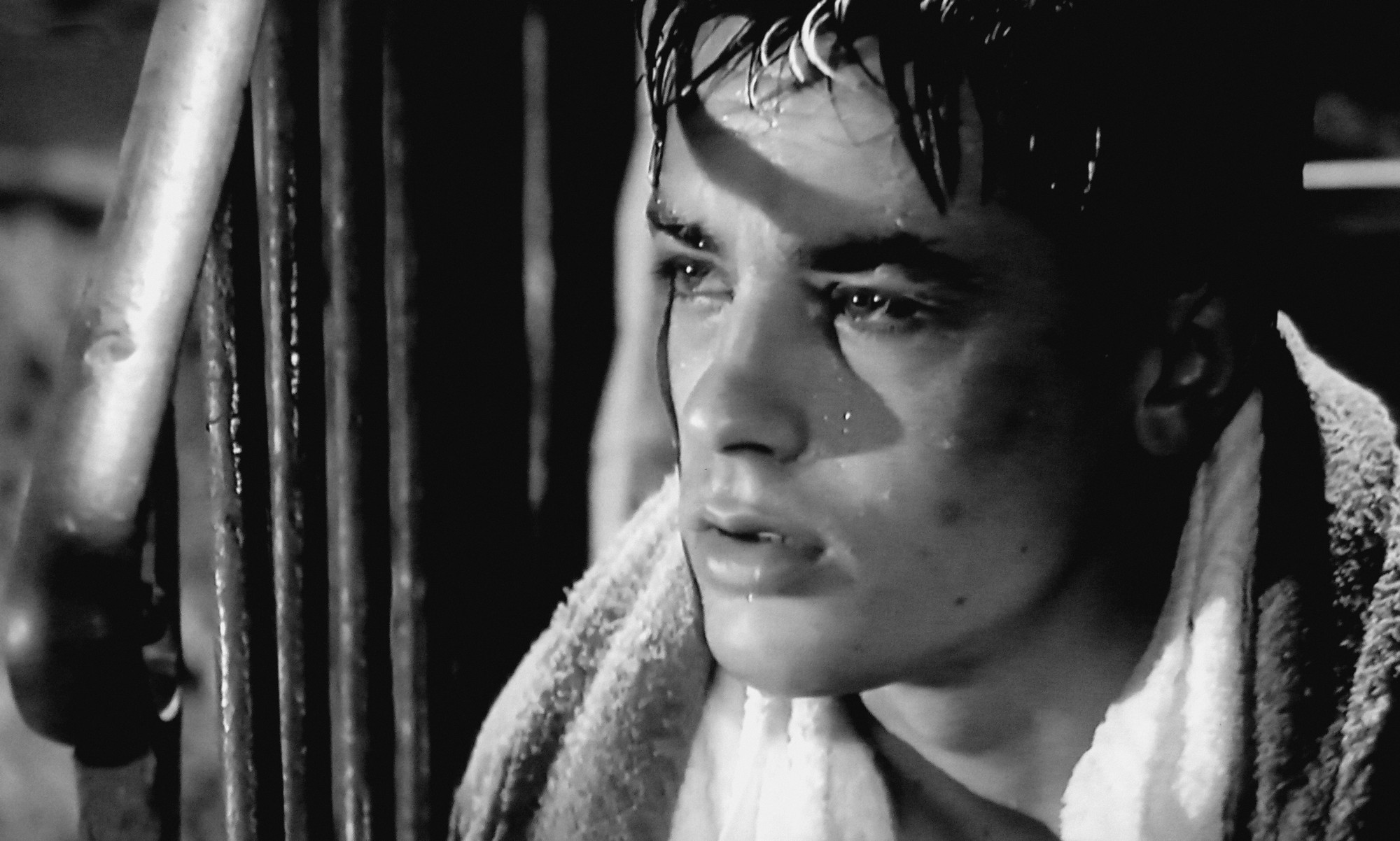
Alain Delon in una scena di Rocco e i suoi fratelli (1960)

Allégret fece esordire Alain nel film Godot (1957). Nello stesso anno il giovane attore entrò nel cast del film Fatti bella e taci, in cui duettò per la prima volta con Jean-Paul Belmondo, mentre il primo vero ruolo da protagonista giunse nel 1958 con L'amante pura, sul cui set conobbe l'attrice austriaca Romy Schneider con la quale, nonostante la reciproca diffidenza iniziale, intrapresse una lunga relazione sentimentale. Giovani, belli e di successo, furono la coppia d'oro del cinema francese dell'epoca con il pubblico interessato a seguirli sia al cinema che sui giornali.
Nonostante il film con la Schneider non fosse stato apprezzato dalla critica, Delon fu ancora l'attore principale in due pellicole di Michel Boisrond: Le donne sono deboli e Furore di vivere entrambi usciti nel 1959, in cui interpretò la parte del giovane rubacuori, bello e fascinoso. Tuttavia fu grazie a René Clément che Alain Delon conobbe il primo vero successo da protagonista, con Delitto in pieno sole, tratto da un romanzo di Patricia Highsmith, che gli valse infatti la consacrazione a star: il film ottenne ottimi incassi e fece conoscere il nome di Delon anche oltre i confini francesi. In un'intervista televisiva, l'attore dichiarò che, chiamato dal regista inizialmente per un altro ruolo, fu lui a imporsi per ottenere il ruolo da protagonista.
L'incontro con Luchino Visconti fu una tappa fondamentale per la consacrazione internazionale. Nel 1960 infatti fu uno dei protagonisti del capolavoro del regista italiano, Rocco e i suoi fratelli, dove incarnò un personaggio puro e tollerante, così lontano da quelli che in seguito divennero i suoi ruoli tipici. Il film ottenne un successo clamoroso, vincendo il Leone d'argento a Venezia, facendo sì che Visconti prendesse Delon sotto la sua ala, diventando uno dei principali mentori per l'attore. Convinse infatti sia Delon che Romy Schneider ad affrontare un testo teatrale a Parigi, la prima volta sul palcoscenico per entrambi. In Italia Delon si affermò immediatamente anche in altre opere di grande valore artistico, come L'eclisse (1961) di Michelangelo Antonioni, in cui Delon duettò con Monica Vitti rispolverando il personaggio del rubacuori già adottato in Francia con René Clément; al Festival di Cannes il film vinse il Premio della giuria. Nello stesso anno venne chiamato nuovamente da Clément per la commedia Che gioia vivere (1961), incentrato sulle avventure di due giovani alla vigilia della Marcia su Roma.
Partecipò a un episodio della commedia Le tentazioni quotidiane (1962) di Julien Duvivier. L'anno successivo arrivò la consacrazione internazionale: con Il Gattopardo di Luchino Visconti Delon interpretò il principe Tancredi Falconeri, recitando insieme a personalità come Burt Lancaster e Claudia Cardinale. Premiato con la Palma d'oro al Festival di Cannes, il film ottenne un'eco internazionale e contribuì a plasmare l'icona di Delon, che si aggiudicò una candidatura ai Golden Globe come miglior attore debuttante. In questo periodo Alain, nuova stella cinematografica, iniziò a eclissare Romy, durante il periodo in cui egli si dedicò prevalentemente al teatro.

### Il ritorno in Francia

Alain Delon nel trailer di Né onore né gloria (1966)

Consacrato definitivamente come uno dei più grandi attori del momento, Alain Delon fu spesso citato da più parti come l'uomo più bello del mondo: affermatosi in Italia, l'attore tornò successivamente in Francia per affermare la sua icona anche in patria. In quegli anni ebbe l'occasione di recitare con Jean Gabin, da lui considerato il suo idolo e punto di riferimento cinematografico, in Colpo grosso al casinò (1963) di Henri Verneuil: inizialmente il ruolo di Delon venne affidato a Jean-Louis Trintignant, ma Delon, pur di recitare con Gabin, si offrì di lavorare gratuitamente, nonostante la contrarietà dei produttori della Metro-Goldwyn-Mayer, accontentandosi dei diritti di sfruttamento all'estero.
Il legame con la Schneider si interruppe bruscamente e, nel 1964, Delon sposò l'attrice Francine Canovas che prese il nome d'arte di Nathalie Delon; da lei ebbe il figlio Anthony, prima del divorzio avvenuto nel 1969.
Seguirono i film Il Tulipano Nero (1964) di Christian Jaque, uno dei maggiori successi dell'anno al botteghino e Crisantemi per un delitto (1964), nuovamente di Clément. In quegli anni Delon iniziò a recitare anche in tre o quattro pellicole all'anno: le più degne di nota furono Tre passi nel delirio (1967), nell'episodio William Wilson diretto da Louis Malle, e il kolossal Parigi brucia? (1966) ancora di Clément.
Alla metà degli anni Sessanta Delon recitò per la prima volta in tre produzioni hollywoodiane che ottennero un certo successo di pubblico, L'ultimo omicidio (1965) di Ralph Nelson, accanto ad Ann-Margret e Van Heflin, Né onore né gloria (1966) di Mark Robson, insieme a Anthony Quinn, e Texas oltre il fiume (1966) di Michael Gordon, in cui condivise la scena con Dean Martin.
Tuttavia la vera consacrazione in Francia giunse grazie a Jean-Pierre Melville che lo chiamò per impersonare il sicario Jef in Frank Costello faccia d'angelo (1967): la sua interpretazione del samurai divenne una delle più celebri della sua filmografia contribuendo a delinearne nelle pellicole successive il classico personaggio di duro hard boiled, affascinante e dal destino spesso segnato, indipendentemente dall'appartenenza ora alla malavita ora alla polizia.
Il successo di Alain Delon negli anni Settanta fece nascere in Francia una rivalità mediatica con l'altra stella francese, Jean-Paul Belmondo. Oltre che in Italia, venne chiamato a lavorare per grandi produzioni hollywoodiane ma senza mai sfondare veramente, mentre in Francia fu uno degli attori più redditizi assieme a Louis de Funès e al suo collega-rivale Belmondo. In quello stesso periodo tentò l'avventura teatrale lanciandosi però anche in altre avventure: comprò, ad esempio, il ristorante "La Camargue" a Nizza e produsse il film L'insoumis diretto da Alain Cavalier.

### Gli anni del polar

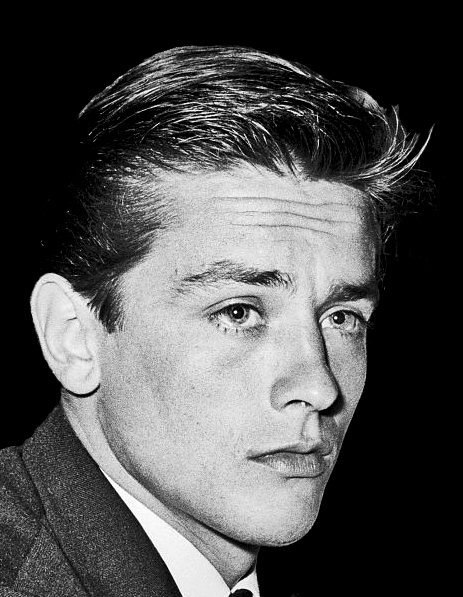
Alain Delon nel 1961

Ormai affermato e molto popolare, Delon divenne uno dei volti principali del genere polar (un genere ibrido fra poliziesco e noir), l'equivalente francese del poliziesco all'italiana. Il punto più alto del polar lo raggiunse con Il clan dei siciliani (1969) di Henri Verneuil, in cui condivise nuovamente la scena con Jean Gabin: qui Delon vestì i panni di Roger Sartet, sicario professionista innamoratosi della moglie del figlio del potente boss Vittorio Malanese (Gabin): il film fu un successo sia in Francia che negli Stati Uniti d'America e in Canada. Non mancarono, per contro, recitazioni di maniera, come in Addio Jeff! (1968) in coppia con Mireille Darc, con la quale intraprese una relazione durata poi fino al 1983. Per il film La piscina (1969), dramma psicologico diretto da Jacques Deray, Delon rifiutò Monica Vitti come partner femminile, imponendo a sorpresa la sua ex compagna Romy Schneider. Nello stesso anno venne coinvolto nelle indagini sul misterioso omicidio della sua guardia del corpo, una storia che svelò retroscena di sesso e droga nel suo entourage e che finì per accrescerne la fama di attore difficile.
Tuttavia l'episodio incrinò solo momentaneamente la sua immagine: nel 1970 infatti uscì Borsalino, primo film interpretato in coppia con Jean-Paul Belmondo, che si rivelò poi il più grande successo finanziario dell'anno in Francia (oltre 35 milioni di euro incassati), grazie soprattutto all'affiatamento tra due degli attori più popolari di quel periodo. Borsalino fu inoltre il primo film prodotto dallo stesso Delon, tramite la sua Adel Productions. Nello stesso anno collaborò nuovamente con Jean-Pierre Melville in I senza nome, in cui fu protagonista assieme a Gian Maria Volonté e Yves Montand: all'uscita il film fu accolto con freddezza dalla critica internazionale, ma venne rivalutato anni dopo ed etichettato come uno dei migliori lavori del regista francese.
Nel 1971 si cimentò anche nel genere comico con il film L'uomo di Saint-Michael, in cui recitò assieme all'ex moglie Nathalie Delon. Lavorò al fianco di Charles Bronson, Toshirō Mifune e Ursula Andress nel western Sole rosso, mentre ritrovò interesse per il cinema d'autore nel 1972 con La prima notte di quiete, diretto da Valerio Zurlini: nei panni del professore Daniele Dominici innamorato di una sua alunna, Delon regalò al pubblico una delle sue interpretazioni più personali, similmente a quanto precedentemente fatto anni prima per il ruolo di Frank Costello, nonostante alcuni contrasti con il regista Zurlini durante la lavorazione del film. Recitò in ruoli altrettanto complessi in L'assassinio di Trotsky (1972) e in Mr. Klein (1976), entrambi di Joseph Losey; nel primo interpretò il sicario Ramón Mercader, celebre per l'uccisione di Lev Trockij, mentre nel secondo interpretò un collezionista d'arte alle prese con la scoperta dell'esistenza di un uomo con il suo stesso nome intenzionato a rubargli l'identità, ruolo considerato da molti tra i suoi migliori nonostante il fiasco al botteghino.
Nel 1973 assieme a Dalida incise la canzone Paroles, paroles, versione francese della canzone Parole parole cantata da Mina e recitata da Alberto Lupo.
Dalla metà degli anni Settanta l'attore francese recitò quasi esclusivamente o in polizieschi violenti, in cui i caratteri divennero sempre più stereotipati e monocordi (Morte di una carogna del 1977), oppure in produzioni internazionali di minore rilievo (Airport '80 del 1979). Da segnalare tuttavia nel 1974 Borsalino and Co., il sequel di minor successo di Borsalino, in cui in tale occasione non condivise più la scena con Belmondo bensì con Riccardo Cucciolla, e l'anno dopo Zorro (1975) di Duccio Tessari dove interpretò il celebre giustiziere mascherato. Il film si rivelò un enorme successo in Europa, Russia e Cina, e rappresentò la trasposizione cinematografica europea più famosa del personaggio.

### L'esordio nella regia e la vittoria del César

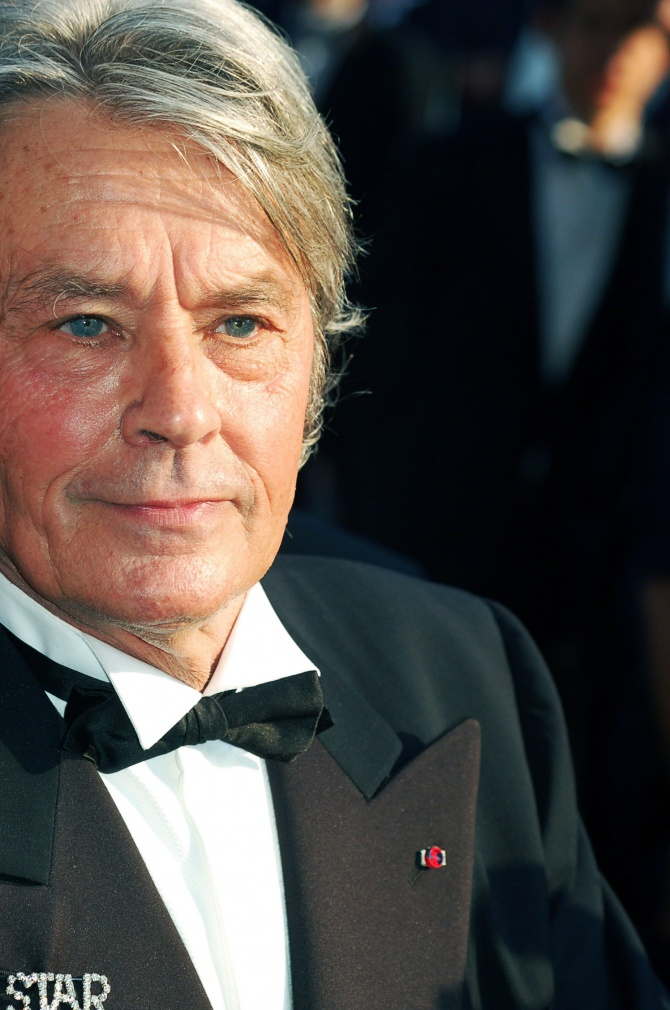
Alain Delon nel 2007

Nonostante l'opposizione di una certa critica, il pubblico continuò a seguire i suoi film. Come produttore si ritenne soddisfatto tanto da dichiarare che se nel titolo comparisse la parola "flic" il successo sarebbe assicurato. Uno dei maggiori successi come produttore giunse nel 1976 con Flic Story, assieme a Jean-Louis Trintignant e nuovamente sotto la regia di Jacques Deray.
Negli anni Ottanta girò, insieme con l'attrice italiana Dalila Di Lazzaro, il film Tre uomini da abbattere, ancora con la regia di Jacques Deray. Inoltre nel 1981 prese parte alla coproduzione multinazionale del film Nido di spie, rivelatosi uno dei più alti incassi della storia del cinema sovietico, con oltre 47,5 milioni di spettatori. Nello stesso anno avvenne il suo esordio alla regia con Per la pelle di un poliziotto, da lui anche scritto e prodotto, e interpretato con la futura compagna Anne Parillaud: il film ottenne un buon successo al botteghino.
Con Ornella Muti e Jeremy Irons girò il film di ispirazione letteraria Un amore di Swann (1984), diretto da Volker Schlöndorff e tratto dall'omonima opera di Marcel Proust: il barone di Charlus, un uomo vinto, immerso nei propri ricordi, sopraffatto dalla nostalgia e dal disprezzo dei tempi moderni, si aggiunse alla nuova lista di personaggi che l'attore impersonò per i successivi anni, ovvero quello dei vinti, degli illusi, degli uomini falliti. Per alcuni personaggi, l'attore portò la sua esperienza personale legata alla recente perdita del suo primo amore Romy Schneider, avvenuta nel 1982. Un amore di Swann vinse due premi César. L'anno successivo prese parte al film Notre histoire (1985) di Bertrand Blier, per cui ricevette l'unico e tardivo premio César in carriera come miglior attore protagonista, in un ruolo che però non fu quello di poliziotto ma nemmeno di un delinquente, bensì quello di un meccanico alcolizzato infiltratosi nella vita di una donna, interpretata da Nathalie Baye, per certi versi anch'egli un vinto come il barone di Charlus.
Nello stesso anno si trasferì in Svizzera, ottenendone la cittadinanza verso la fine degli anni Novanta, con la nuova compagna che gli diede due figli.

### Il declino
A seguito di alcuni flop commerciali come Il passaggio (1986) e la serie televisiva I pianoforti di Berlino (1988), nei primi anni Novanta Delon iniziò ad apparire sempre meno sul grande schermo e recitando in ruoli prevalentemente secondari. L'unico ruolo da protagonista di questo periodo fu ne Il ritorno di Casanova (1992), in cui interpretò il celebre avventuriero in esilio a Venezia: il film fu ben accolto dalla critica ma non fu un successo al botteghino internazionale.
Nel 1997 l'attore dichiarò di volere chiudere la sua carriera, in seguito, però, accettò di lavorare nuovamente per il cinema e la televisione.Di un certo rilievo furono in questo periodo le partecipazioni in Nouvelle vague (1990) di Jean-Luc Godard, in Cento e una notte (1995) di Agnès Varda e nell'ironico Uno dei due (1998) di Patrice Leconte, nuovamente al fianco di Belmondo, film nei quali si allontanò definitivamente dal genere polar. Ritrovò inoltre Jacques Deray sul set di L'orso di peluche (1994). Nel 1995 ricevette a Berlino l'Orso d'oro alla carriera.
In questo periodo intensificò la sua attività teatrale, dove ottenne molti consensi. Dopo l'annuncio del ritiro, nei primi anni 2000 l'attore partecipò a una sola pellicola sul grande schermo, Actors, diretto nuovamente da Bertrand Blier, in un divertente coro con alcune delle maggiori stelle del cinema francese di tutti i tempi.
Concluso dopo 15 anni il legame con Mireille Darc, l'attore per un breve periodo ebbe una relazione con l'attrice Anne Parillaud per poi legarsi verso il 1988 alla modella di origine olandese Rosalie van Breemen, che gli diede due figli, Anouchka, nata nel 1990, e Alain-Fabien, nato nel 1994. La nuova famiglia comportò l'allontanamento definitivo del divo dal cinema.

### La malattia e il ritiro dalle scene

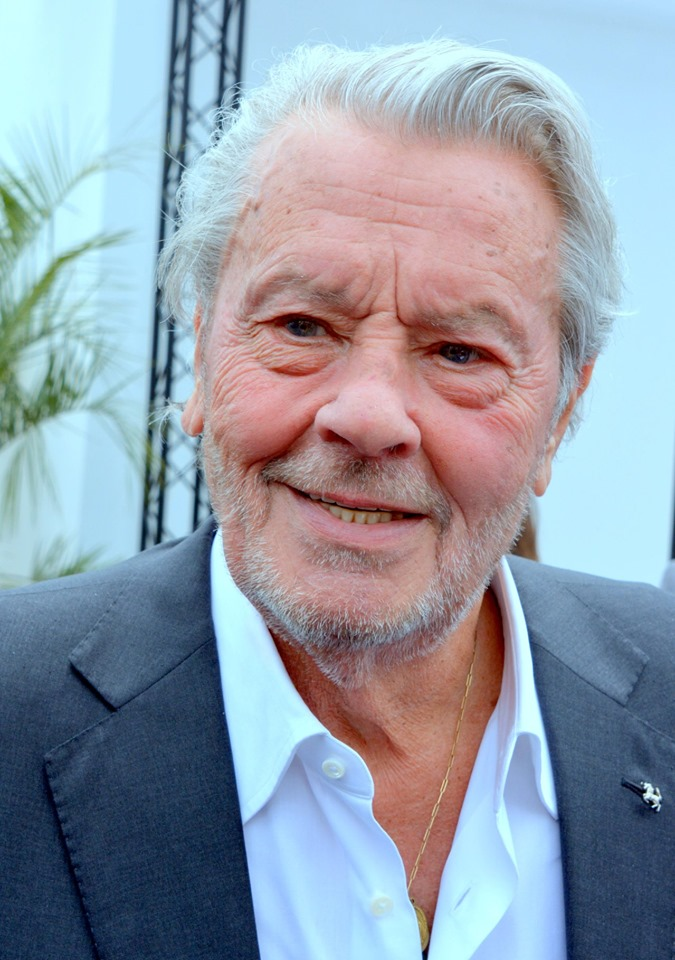
Alain Delon al Festival di Cannes 2019

Nel 2002 tornò a ricoprire un ruolo televisivo dopo ventiquattro anni, accettando la proposta di Jean-Claude Izzo di tornare a indossare i panni del poliziotto tormentato, quelli di Fabio Montale della polizia di Marsiglia, che fu un successo. La scelta di Izzo di far impersonare Montale, uomo di idee progressiste, da Delon, notoriamente simpatizzante della destra, destò non poche polemiche tra l'opinione pubblica. Nel 2004, l'attore prese parte a un'altra miniserie su Frank Riva, personaggio analogo a quello di Montale, ma di successo inferiore.
Nel 2005, in concomitanza con la crisi sentimentale e la separazione dalla compagna Rosalie, Alain Delon rivelò alla stampa la sua lotta contro la depressione, malattia che lo portò sull'orlo del suicidio. A tal proposito rivelò: «Vivo davanti ai miei occhi la scena di quel momento. Il difficile non è farlo, è riflettere per non passare all'azione. Farlo è un gioco da ragazzi». A causa della malattia fu costretto a rinunciare alla pièce teatrale Les montagnes russes di Eric Assous. Nel medesimo anno, ricevette la Legion d'onore dalle mani del presidente Jacques Chirac per il suo contributo all'arte cinematografica mondiale.
Nel 2006 vi fu una "pausa musicale" durante la quale l'attore fu presente nel CD Parenthèses ... di Françoise Hardy, l'album che la cantante produsse insieme a quelli da lei ritenuti dei veri e propri miti della musica francese con i quali eseguì duetti per brani altrettanto mitici come La mer o Que reste-t-il de nos amours?. Insieme ad Alain Delon, l'unico attore presente nell'opera e che rimase fedele a sé stesso recitando, eseguirono il brano Modern Style. Riguardo proprio a Delon si scrisse che più che un personaggio con una sua psicologia egli venne a rappresentare una figura quasi mitica, un uomo perduto in un mondo non più suo, allo stesso tempo caduto e immortale.
Nel 2008 tornò al cinema interpretando con autoironia Giulio Cesare in Asterix alle Olimpiadi. Nel monologo iniziale Cesare, rievocando la sua vita passata, non fece altro che rievocare la carriera di Delon stesso, congedandosi definitivamente dal grande schermo con un laconico e sfrontato «Ave me».
In un'intervista a I migliori anni di Carlo Conti nel 2009, il divo francese dichiarò di aver sconfitto la depressione. Affermò, inoltre, di conservare un grande ricordo degli attori e dei registi italiani con cui lavorò e, in particolare, citò come suo amico lo scomparso attore Renato Salvatori.
Nonostante il ritiro dal cinema continuò a calcare le scene teatrali. Nel 2007, sul set di Sur la route de Madison, dal romanzo I ponti di Madison County di Robert James Waller, ritrovò la sua ex compagna Mireille Darc mentre, nel 2014, recitò con la figlia Anouchka Delon nella pièce Une journée ordinaire a Cannes. Inoltre ricevette numerosi riconoscimenti alla carriera, come nel 2011 al Festival di Acapulco, mentre nel 2012 ottenne il Lifetime Achievement Award - Parmigiani al Locarno Film Festival. A proposito del suo ritiro, Alain dichiarò: «Ho l'età che ho. Ho fatto la carriera che ho fatto. Ora, voglio chiudere il cerchio. Organizzando incontri di boxe, ho visto uomini che si sono pentiti di aver fatto un combattimento di troppo. Per me, non ce ne sarà uno di troppo».
Il 19 maggio 2019, al Festival di Cannes 2019, ricevette la Palma d'oro onoraria. Un mese dopo circa venne colto da un ictus, seguito da un'emorragia cerebrale.

### La morte
Alain Delon morì il 18 agosto 2024 all'età di 88 anni a causa di un linfoma diffuso a grandi cellule B nella sua casa di Douchy-Montcorbon, nel dipartimento del Loiret, alle 3 di notte. La notizia fu annunciata in un comunicato congiunto dai tre figli dell'attore, inviato all'Agenzia France-Presse (AFP) poche ore dopo.
Tante le personalità che gli resero omaggio, tra cui Brigitte Bardot, Isabelle Adjani, Claudia Cardinale, Céline Dion, Costa-Gavras (presidente della Cinémathèque française), Jean-Michel Jarre, Jean Dujardin, la cantante Patricia Kaas e  Carla Bruni. A livello internazionale, gli attori Antonio Banderas, Susana Giménez, Amanda Lear, Mirtha Legrand, Sophia Loren, Ornella Muti, Ottavia Piccolo, Arturo Pérez-Reverte, Chiara Sbarigia il regista Jim Jarmusch omaggiarono anche loro l'attore scomparso. L'Académie des Arts et Techniques du Cinéma pubblicò un comunicato lamentando la perdita di "un'icona eterna della settimo arte". Alberto Barbera, presidente della Mostra internazionale d'arte cinematografica di Venezia, ricordò "una star popolare che ha lasciato un'impronta indelebile nelle opere dei più grandi autori del cinema europeo". Numerosi politici resero omaggio all'attore, tra cui Emmanuel Macron, Nicolas Sarkozy, Gabriel Attal, Rachida Dati e Matteo Salvini in Italia. Emmanuel Macron lo definì "melanconico, popolare, segreto" e "più che una star: un monumento francese".
La sera stessa della sua morte, diverse reti televisive francesi modificarono la loro programmazione per trasmettere film con protagonista Alain Delon. Lo stesso accadde in Svizzera, Cina, Italia e Iran.
Il giorno seguente, la morte di Alain Delon fece notizia sulla stampa mondiale e ricevette una notevole attenzione mediatica.
La Stampa estera lo definì come "l'ultimo grande mito del cinema francese". Per il New York Times: "l'intenso e incredibilmente bello attore francese interpretava freddi gangster corsi con la stessa convinzione con cui rappresentava gli appassionati amanti italiani". The Guardian lodò Alain Delon definendolo "simbolo della bellezza perduta degli anni '60". Secondo il Japan Times: "la sua immagine di idolo e la sua personalità alla James Dean lo hanno reso uno degli attori più acclamati del suo paese". La serie TV Plus belle la vie (TF1) gli rese omaggio nell'episodio 153 del 22 agosto 2024, ricordando in particolare la serie poliziesca Fabio Montale, girata a Marsiglia.
Sei giorni dopo venne celebrato il funerale in forma privata, con pochi presenti invitati, nella cappella che lo stesso Delon fece costruire nella sua tenuta di Douchy-Montcorbon, e dove chiese di essere sepolto.

#### Omaggi
Durante la cerimonia di apertura della Mostra internazionale d'arte cinematografica di Venezia 2024, furono proiettate immagini di Gena Rowlands, Roberto Herlitzka e Alain Delon per rendergli omaggio.

## Vita privata

### Relazioni, figli, interessi
Nel 1958 iniziò una relazione con l'attrice Romy Schneider, conosciuta sul set di L'amante pura. La relazione tra i due si concluse nel 1964. Inoltre, nel 1962, ebbe un flirt con la cantante Nico, ma Delon non riconobbe mai la paternità del figlio, nato nel 1962 e deceduto nel 2023, Christian Aaron Boulogne, il quale dopo i primi anni di vita vissuti con la madre Nico, venne adottato dalla madre di Delon.
Degno di rilievo poi fu il rapporto di Delon con Dalida, cantante italiana naturalizzata francese, con cui negli anni Sessanta ebbe una passionale storia d'amore; in seguito i due rimasero ottimi amici e incisero insieme nei primi anni Settanta il brano Paroles paroles. L'attore disse di «avere amato terribilmente questa donna».
Il 13 agosto 1964 Delon sposò l'attrice Nathalie Delon, dalla quale ebbe il suo secondo figlio, Anthony Delon, anch'egli attore, che lo rese nonno della modella Alyson Le Borges. I due si separarono nel giugno del 1968, dopo il coinvolgimento nel cosiddetto Affaire Marković e infine divorziarono nel 1969. Nei due mesi precedenti al matrimonio Delon intraprese una relazione con l'attrice Marisa Mell che, secondo alcune fonti, avrebbe lasciato il giorno prima del matrimonio con Nathalie.
Dal 1968 al 1983 ebbe una relazione con l'attrice Mireille Darc conosciuta durante le riprese di Addio Jeff. Durante gli ultimi anni di relazione con la Darc, Delon portò avanti alcuni flirt con le attrici Veronique Jannot, Sylvia Kristel, Sydne Rome e Dalila Di Lazzaro.
Successivamente l'attore fu brevemente legato all'attrice Anne Parillaud, dal 1982 al 1984, e a Catherine Pironi.
Nel 1987 iniziò una relazione con la modella olandese Rosalie van Breemen dalla quale ebbe due figli: Anouchka Delon e Alain-Fabien Delon (nato nel 1994). Nel 2001 i due si lasciarono.
Nel terzo millennio Alain Delon trovò una nuova compagna: la giapponese Hiromi Rollin.
Alain Delon non autorizzò mai nessuna biografia sulla sua persona, nonostante nel tempo fossero stati realizzati alcuni documentari inerenti al suo passato tormentato.
Nel 2023 mise all'asta la sua collezione di opere d'arte. Il suo primo acquisto era stato un disegno di Albrecht Durer (1969).

### Posizioni politiche
Alain Delon si definì per molto tempo un gollista e nazionalista, proprio come Brigitte Bardot. Nel 1981 sostenne Valéry Giscard d'Estaing e fu inoltre amico di Jean-Marie Le Pen. Nel 2015 dichiarò di sostenere il Front National di Marine Le Pen.
Nel 2013 suscitò alcune polemiche una sua intervista al canale televisivo francese France 5 in cui affermò che «l'omosessualità è contro natura» ed espresse la sua opposizione alle adozioni da parte di coppie delle stesso sesso. Nel 2015 suscitò polemiche citando le controverse parole di Charles de Gaulle, "La Francia è una nazione di razza bianca" e ribadendo il suo sostegno all'estrema destra francese.
Nel 2020 l'attore sostenne Michèle Rubirola della sinistra ambientalista, per la carica di sindaco di Marsiglia. Nel 2022 Alain Delon dichiarò di sostenere alle elezioni presidenziali la candidata del centro-destra Valérie Pécresse, definendola l'unica donna valevole per l'Eliseo.

### Religione
Il divo ebbe un rapporto talvolta conflittuale con la religione cattolica ma nonostante ciò ammise di essere stato molto influenzato dal cattolicesimo e, in più occasioni, si dichiarò un devoto della Madonna definendola «La donna più importante della sua vita».

## Filmografia

### Attore

#### Cinema
- Godot (Quand la femme s'en mêle), regia di Yves Allégret (1957)
- Fatti bella e taci (Sois belle et tais-toi), regia di Marc Allégret (1958)
- L'amante pura (Christine), regia di Pierre Gaspard-Huit (1958)
- Le donne sono deboli (Faibles femmes), regia di Michel Boisrond (1959)
- Furore di vivere (Le chemin des écoliers), regia di Michel Boisrond (1959)
- Delitto in pieno sole (Plein soleil), regia di René Clément (1960)
- Rocco e i suoi fratelli, regia di Luchino Visconti (1960)
- Che gioia vivere (Quelle joie de vivre), regia di René Clément (1961)
- Amori celebri (Amours célèbres), regia di Michel Boisrond (1961)
- L'eclisse, regia di Michelangelo Antonioni (1962)
- Le tentazioni quotidiane (Le diable et les dix commandements), regia di Julien Duvivier (1962)
- Il Gattopardo, regia di Luchino Visconti (1963)
- Colpo grosso al casinò (Mélodie en sous-sol), regia di Henri Verneuil (1963)
- L'amour à la mer, regia di Guy Gilles (1964)
- Il Tulipano Nero (La Tulipe noire), regia di Christian-Jaque (1964)
- Crisantemi per un delitto (Les félins), regia di René Clément (1964)
- Il ribelle di Algeri (L'insoumis), regia di Alain Cavalier (1964)
- Una Rolls-Royce gialla (The Yellow Rolls-Royce), regia di Anthony Asquith (1964)
- L'ultimo omicidio (Once a Thief), regia di Ralph Nelson (1965)
- Né onore né gloria (Lost Command), regia di Mark Robson (1966)
- Parigi brucia? (Paris brule-t-il?), regia di René Clément (1966)
- Texas oltre il fiume (Texas Across the River), regia di Michael Gordon (1966)
- I tre avventurieri (Les aventuriers), regia di Robert Enrico (1967)
- Frank Costello faccia d'angelo (Le samouraï), regia di Jean-Pierre Melville (1967)
- Diabolicamente tua (Diaboliquement vôtre), regia di Julien Duvivier (1967)
- William Wilson, episodio di Tre passi nel delirio (Histoires extraordinaires), regia di Louis Malle (1968)
- Nuda sotto la pelle (Naked under Leather), regia di Jack Cardiff (1968)
- Due sporche carogne - Tecnica di una rapina (Adieu l'ami), regia di Jean Herman (1968)
- La piscina (La piscine), regia di Jacques Deray (1969)
- Addio Jeff! (Jeff), regia di Jean Herman (1969)
- Il clan dei siciliani (Le clan des siciliens), regia di Henri Verneuil (1969)
- Borsalino, regia di Jacques Deray (1970)
- I senza nome (Le cercle rouge), regia di Jean-Pierre Melville (1970)
- Madly, il piacere dell'uomo (Madly), regia di Roger Kahane (1970)
- Il rompiballe... rompe ancora (Fantasia chez les ploucs), regia di Gérard Pirès (1971)
- L'uomo di Saint-Michael (Doucement les basses), regia di Jacques Deray (1971)
- Sole rosso (Soleil rouge), regia di Terence Young (1971)
- L'evaso (La veuve Couderc), regia di Pierre Granier-Deferre (1971)
- La prima notte di quiete, regia di Valerio Zurlini (1972)
- L'assassinio di Trotsky (The Assassination of Trotsky), regia di Joseph Losey (1972)
- Notte sulla città (Un flic), regia di Jean-Pierre Melville (1972)
- L'uomo che uccideva a sangue freddo (Traitement de choc), regia di Alain Jessua (1973)
- Scorpio, regia di Michael Winner (1973)
- La mia legge (Les granges brûlées), regia di Jean Chapot (1973)
- Tony Arzenta (Big Guns), regia di Duccio Tessari (1973)
- Due contro la città (Deux hommes dans la ville), regia di José Giovanni (1973)
- L'arrivista (La race des 'seigneurs), regia di Pierre Granier-Deferre (1974)
- Esecutore oltre la legge (Les seins de glace), regia di Georges Lautner (1974)
- Borsalino and Co. (Borsalino and Co.), regia di Jacques Deray (1974)
- Zorro, regia di Duccio Tessari (1975)
- Flic Story, regia di Jacques Deray (1975)
- Lo Zingaro (Le Gitan), regia di José Giovanni (1975)
- Mr. Klein (Monsieur Klein), regia di Joseph Losey (1976)
- Il figlio del gangster (Comme un boomerang), regia di José Giovanni (1976)
- La gang del parigino (Le gang), regia di Jacques Deray (1977)
- Quel giorno il mondo tremerà (Armaguedon), regia di Alain Jessua (1977)
- L'ultimo giorno d'amore (L'homme pressé), regia di Édouard Molinaro (1977)
- Morte di una carogna (Mort d'un pourri), regia di Georges Lautner (1977)
- Lo sconosciuto (Attention, les enfants regardent), regia di Serge Leroy (1978)
- Airport '80 (The Concorde: Airport '79), regia di David Lowell Rich (1979)
- Histoire d'amour (Le toubib), regia di Pierre Granier-Deferre (1979)
- Tre uomini da abbattere (3 hommes à abattre), regia di Jacques Deray (1980)
- Nido di spie (Tegeran-43), regia di Aleksandr Alov e Vladimir Naumov (1981)
- Per la pelle di un poliziotto (Pour la peau d'un flic), regia di Alain Delon (1981)
- Il bersaglio (Le choc), regia di Robin Davis (1982)
- Braccato (Le battant), regia di Alain Delon (1983)
- Un amore di Swann (Un amour de Swann), regia di Volker Schlöndorff (1984)
- Notre histoire, regia di Bertrand Blier (1984)
- Ventiduesima vittima... nessun testimone (Parole de flic), regia di José Pinheiro (1985)
- Il passaggio (Le passage), regia di René Manzor (1986)
- Ne réveillez pas un flic qui dort, regia di José Pinheiro (1988)
- Nouvelle vague (Nouvelle Vague), regia di Jean-Luc Godard (1990)
- Coreografia di un delitto (Dancing Machine), regia di Gilles Béhat (1990)
- Il ritorno di Casanova (Le retour de Casanova), regia di Édouard Niermans (1992)
- Un crime, regia di Jacques Deray (1993)
- L'orso di peluche (L'ours en peluche), regia di Jacques Deray (1994)
- Les cent et une nuits de Simon Cinéma, regia di Agnès Varda (1995) – cameo
- Le jour et la nuit, regia di Bernard-Henri Lévy (1997)
- Uno dei due (Une chance sur deux), regia di Patrice Leconte (1998)
- Actors (Les acteurs), regia di Bertrand Blier (2000)
- Asterix alle Olimpiadi (Astérix aux jeux olympiques), regia di Frédéric Forestier e Thomas Langmann (2008)
- Belmondo par Belmondo, regia di Régis Mardon – documentario (2016) - se stesso

#### Televisione
- Le chien – film TV (1962)
- Le Bel Indifferent – film TV (1978)
- I pianoforti di Berlino (Cinéma) – serie TV (1988)
- Fabio Montale - Delitti sotto il sole – serie TV (2002)
- Il leone (Le lion), regia di José Pinheiro – film TV (2003)
- Frank Riva – serie TV (2004)
- Un mari de trop – film TV (2010)

### Regista e sceneggiatore
- Per la pelle di un poliziotto (Pour la peau d'un flic) (1981)
- Braccato (Le battant) (1983)

## Teatro
- Peccato che sia una sgualdrina di John Ford, regia di Luchino Visconti. Théâtre de Paris di Parigi (1961)
- Les Yeux crevés di Jean Cau, regia di Raymond Rouleau. Teatro del Ginnasio di Parigi (1968)
- Variazioni enigmatiche di Éric-Emmanuel Schmitt, regia di Bernard Murat. Théâtre Marigny di Parigi (1996)
- Variazioni enigmatiche di Éric-Emmanuel Schmitt, regia di Bernard Murat. Théâtre de Paris di Parigi (1998)
- Les Montagnes russes di Éric Assous, regia di Anne Bourgeois. Théâtre Marigny di Parigi (2004)
- I ponti di Madison County da Robert James Waller, regia di Anne Bourgeois. Théâtre Marigny di Parigi (2007)
- Lettere d'amore di A. R. Gurney, regia di Alain Delon. Théâtre de la Madeleine di Parigi (2008)
- Une journée ordinaire di Éric Assous, regia di Jean-Luc Moreau. Théâtre des Bouffes-Parisiens di Parigi (2011)
- Une journée ordinaire di Éric Assous, regia di Anne Bourgeois (2013) - tour francese

## Discografia
- 1967 – Laetitia – dal film I tre avventurieri
- 1973 – Paroles, paroles (con Dalida) – dal disco Julien versione francese di Parole, Parole
- 1983 – Thought I'd Ring You (con Shirley Bassey)
- 1985 – I Don't Know (con Phyllis Nelson) – dal film Ventiduesima vittima...nessun testimone
- 1987 – Comme au cinéma
- 2006 – Modern Style (con Françoise Hardy) – dal disco Parenthèses...
- 2013 – Les Moulins de mon cœur – dal disco Michel Legrand Anthology versione francese del brano The Windmills of Your Mind
- 2019 – Je n'aime que toi

## Riconoscimenti
- Golden Globe

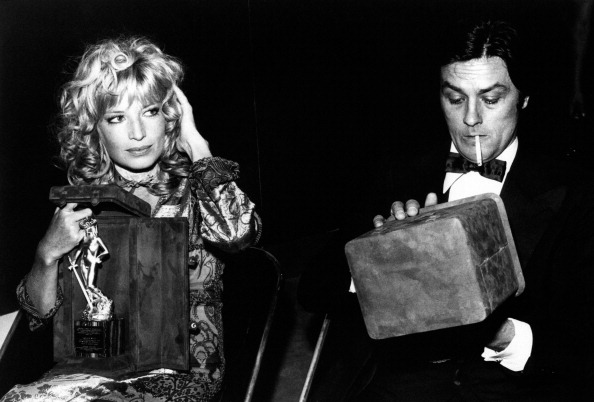
Monica Vitti mentre consegna ad Alain Delon un David di Donatello speciale per la sua carriera

  - 1964 – Candidatura al miglior attore debuttante per Il Gattopardo
- Bambi
  - 1987 – Vinto
- David di Donatello
  - 1972 – David speciale alla carriera
- Festival internazionale del cinema di Berlino
  - 1995 – Orso d'oro alla carriera
- Festival di Cannes
  - 2019 – Palma d'oro onoraria
- Premio César
  - 1985 – Miglior attore per Notre histoire
- Premio Flaiano
  - 1999 – Premio alla carriera

## Cultura di massa
Alain Delon divenne molto famoso in Cina grazie alla sua interpretazione nel film Zorro, tra le prime produzioni europee ad essere distribuite nel Paese.
Per la copertina dell'album del 1986 degli Smiths The Queen Is Dead venne utilizzato un fotogramma tratto dalla scena finale del film Il ribelle di Algeri
L'attore venne citato in vari brani musicali: tra i più noti Un piasarè (Delone) di Andrea Mingardi, La canzone di Alain Delon dei Baustelle, in A volte esagero di Salmo e nella canzone A volte esagero contenuta nell'album Status di Marracash.
In un'intervista per il Los Angeles Times, Madonna dichiarò di aver scritto la canzone Beautiful Killer, pubblicata nell'album MDNA in omaggio all'attore e al suo carisma.
In una intervista pubblicata su TV Magazine, Richard Gere dichiarò di aver visto molte volte, su consiglio del regista e sceneggiatore Paul Schrader, il film Delitto in pieno sole per trarre ispirazione nell'interpretazione del protagonista di American Gigolò.
Alain Delon dichiarò che i suoi cani gli furono di grande aiuto contro la sua depressione; dopo la loro morte essi vennero sepolti nella sua tenuta a Douchy.
Nel 2009 Alain Delon prestò la sua immagine per la pubblicità del profumo Eau sauvage di Christian Dior, usando foto e scene dal film La piscina.

## Doppiatori italiani
Nelle versioni in italiano dei suoi film, Alain Delon è stato doppiato da:
- Massimo Turci in Le donne sono deboli, Furore di vivere, Delitto in pieno sole[81], Le tentazioni quotidiane, Né onore né gloria, Parigi brucia?, Texas oltre il fiume, Frank Costello faccia d'angelo, Diabolicamente tua, Il clan dei siciliani, Borsalino, I senza nome, Madly, il piacere dell'uomo, L'uomo di Saint-Michael, L'evaso, L'uomo che uccideva a sangue freddo, La mia legge, L'arrivista, Un amore di Swann
- Cesare Barbetti in L'amante pura, Colpo grosso al casinò, Crisantemi per un delitto, Una Rolls-Royce gialla, L'ultimo omicidio, Tre passi nel delirio, Due sporche carogne - Tecnica di una rapina, La piscina, L'ultimo giorno d'amore, Uno dei due
- Gino La Monica in La prima notte di quiete, L'assassinio di Trotsky, Scorpio, Tony Arzenta - Big Guns, Esecutore oltre la legge, Zorro, Morte di una carogna, Il ritorno di Casanova, Cento e una notte, Frank Riva
- Pino Colizzi in Flic Story, Lo Zingaro, Mr. Klein, Tre uomini da abbattere, Per la pelle di un poliziotto, Braccato, Ventiduesima vittima... nessun testimone
- Michele Kalamera in Addio Jeff!, Notte sulla città, Due contro la città, Il figlio del gangster, La gang del parigino - Pierrot le Fou, Quel giorno il mondo tremerà
- Pino Locchi in Che gioia vivere, Borsalino and Co., Il bersaglio
- Luciano Melani in I tre avventurieri, Sole rosso
- Oreste Rizzini in Airport '80, Asterix alle Olimpiadi
- Franco Zucca in Nouvelle vague, Coreografia di un delitto
- Giuseppe Rinaldi ne Il Tulipano Nero
- Achille Millo in Rocco e i suoi fratelli
- Gabriele Antonini in L'eclisse
- Carlo Sabatini in Il Gattopardo
- Mario Cordova in L'orso di peluche

### Fonti
1. ↑   Alain Delon compie 80 anni tra successi e malinconia, su repubblica.it.
2. ↑   Gli 80 anni del sex symbol Alain Delon, su tgcom24.mediaset.it.
3. ↑   Tutti i volti di Alain Delon, il divo bello e dannato del cinema | Corriere TV, su video.corriere.it. URL consultato il 25 agosto 2024.
4. ↑  (ES) Belmondo, el eterno rival de Alain Delon, su La Vanguardia, 7 settembre 2021. URL consultato il 7 settembre 2021.
5. ↑   Alain Delon malato di depressione minaccia il suicidio, su ricerca.repubblica.it.
6. ↑   Provando a capire Alain Delon, su bergamopost.it.
7. 1 2   Alain Delon dice addio al cinema, su ilsecoloxix.it. URL consultato il 27 agosto 2017 (archiviato dall'url originale il 28 agosto 2017).
8. ↑  Site LEONORE - Dossier LH/717/13
9. ↑  (EN) Marie-Antoinette Evangelista, su gw.geneanet.org, Geneanet. URL consultato il 4 luglio 2025.
10. ↑  (FR) Marc Lemonier, Guide des lieux cultes du cinéma en France, Horay, 2005,  p. 43, ISBN 2-7058-0421-8.
11. ↑  (FR) BESTOFCINE, le meilleur du cinéma - ALAIN DELON, su bestofcine.free.fr. URL consultato il 19 agosto 2024.
12. ↑  (FR) Henri Rode, Le fascinant Monsieur Delon, Pac, 1974,  p. 11, ISBN 978-2-85336-006-7.
13. 1 2   Gli 80 anni di Alain Delon.
14. ↑   1970 Box Office in France, su Box Office Story.
15. ↑   Moscow International Film Festival 1981 awards, su imdb.com. URL consultato il 29 aprile 2019 (archiviato dall'url originale il 3 gennaio 2013).
16. ↑   2001 - Delon di destra interpreta il comunista Montale, e scoppia la polemica (archiviato dall'url originale il 27 agosto 2017).
17. ↑   Alain Delon è Frank Riva nella nuova serie di France 2.
18. 1 2   Alain Delon: soffro di depressione, penso spesso al suicidio.
19. ↑   Cinema: 80 anni per Alain Delon, l'eterno seduttore.
20. ↑   Alain Delon reçoit la Légion d'honneur.
21. ↑  (FR) Marcos Uzai, Delon, hors la vie, in Cahiers du cinéma, n. 812, Paris, Septembre 2024,  p. 5 (Éditorial).
22. ↑   Forfait di Delon alla prima di Asteix alle olimpiadi.
23. 1 2   Carlo Conti incontra Alain Delon.
24. ↑   Cannes, domani Alain Delon a teatro.
25. ↑   Locarno, premio alla carriera per Alain Delon.
26. ↑   Il ritiro di Alain Delon (archiviato dall'url originale il 28 agosto 2017).
27. ↑   È morto Alain Delon, addio al mito del cinema francese, su La Stampa, 18 agosto 2024. URL consultato il 18 agosto 2024.
28. ↑   Alain Delon morto, il padre che lo ha abbandonato, il tentato suicidio, la malattia: aveva già preparato la sua camera ardente, su ilgazzettino.it, 18 agosto 2024. URL consultato il 18 agosto 2024.
29. ↑   Delon disse no a un funerale da divo: sarà seppellito accanto ai suoi 35 cani, su Quotidiano Nazionale, 19 agosto 2024. URL consultato il 19 agosto 2024.
30. ↑   Morto Alain Delon, Claudia Cardinale: "Adesso il ballo è finito", su tgcom24.mediaset.it. URL consultato il 15 ottobre 2024.
31. ↑  (FR) Arditi, Fremaux, Bardot, Cardinale, Line Renaud... Le monde de la culture rend un poignant hommage à Alain Delon, su Le Figaro, 18 agosto 2024. URL consultato il 6 ottobre 2024.
32. ↑  (FR) De Brigitte Bardot à Costa-Gavras, le monde du cinéma pleure son idole, su Le HuffPost, 18 agosto 2024. URL consultato il 6 ottobre 2024.
33. ↑   Fabien Jannic-Cherbonnel e Valentine Pasquesoone, Mort d'Alain Delon: "un immense acteur s'en va", réagit le chanteur et acteur Patrick Bruel, su France Info, 18 agosto 2024. URL consultato il 18 agosto 2024.
34. ↑   Charlotte Herzog, Mort d'Alain Delon: retrouvez les réactions et les hommages après le décès de l'acteur français à 88 ans, su Le Monde, 18 agosto 2024. URL consultato il 18 agosto 2024.
35. ↑   Charlotte Lesage, Mort d'Alain Delon: "La star ultime", "un monstre sacré"... Les hommages à l'acteur se multiplient, su BFM TV, 18 agosto 2024. URL consultato il 18 agosto 2024.
36. ↑  (FR) Mort d'Alain Delon: une vague d'émotion partout dans le monde, su Le Point, 18 agosto 2024. URL consultato il 6 ottobre 2024.
37. ↑   Biennale Cinema 2024 | La scomparsa del grande Alain Delon, su La Biennale di Venezia, 18 agosto 2024. URL consultato il 14 ottobre 2024.
38. ↑   Disparition d'Alain Delon: florilège de réactions politiques, su TV5MONDE, 18 agosto 2024. URL consultato il 18 agosto 2024.
39. ↑   Patricia Kaas, Paul Belmondo, Sheila… Les hommages à Alain Delon pleuvent par centaines, su Paris Match, 18 agosto 2024. URL consultato il 18 agosto 2024.
40. ↑   Mort d'Alain Delon: Brigitte Bardot déplore le "vide abyssal" que va laisser l'acteur, su BFM TV, 18 agosto 2024. URL consultato il 18 agosto 2024.
41. ↑   Macron, 'Delon più che una star, un monumento francese' - Notizie - Ansa.it, su Agenzia ANSA, 18 agosto 2024. URL consultato il 15 ottobre 2024.
42. ↑  (FR) P. GRATIAN, Mort d'Alain Delon: TF1, Canal+, France 2... Les chaînes de télévision bousculent leurs programmes, su Ouest-France.fr, 18 agosto 2024. URL consultato il 6 ottobre 2024.
43. ↑  (FR) La télévision et le cinéma rendent hommage à Alain Delon, su watson.ch/fr. URL consultato il 7 ottobre 2024.
44. ↑   Les fans chinois déplorent le décès de l'icône du cinéma français Alain Delon - Xinhua - french.news.cn, su french.news.cn. URL consultato il 7 ottobre 2024.
45. ↑   La Rai in omaggio ad Alain Delon, su RAI Ufficio Stampa. URL consultato il 14 ottobre 2024.
46. ↑  (FR) Après le décès d'Alain Delon, la presse iranienne se répand en hommages, su Courrier international, 19 agosto 2024. URL consultato il 7 ottobre 2024.
47. ↑  (FR) Mort d'Alain Delon: l'aura internationale de l'acteur, du Japon aux Etats-Unis en passant par la Roumanie, in Le Monde, 19 agosto 2024. URL consultato il 6 ottobre 2024.
48. ↑  (FR) Alain Delon ou la “beauté effrontée” d'un “sphinx solitaire”, su Courrier international, 19 agosto 2024. URL consultato il 7 ottobre 2024.
49. ↑  (FR) Disparition. Alain Delon: la presse française rend hommage au «dernier samouraï», su leprogres.fr. URL consultato il 6 ottobre 2024.
50. ↑  (FR) Solène AGNÈS avec AFP, Mort d'Alain Delon: « Merci, génie!», «monument»… la presse internationale lui rend hommage, su Ouest-France.fr, 19 agosto 2024. URL consultato il 6 ottobre 2024.
51. ↑  (FR) Mort d'Alain Delon: la presse française et internationale rend hommage au "dernier grand mythe du cinéma français" - France Bleu, su ici par France Bleu et France 3, 19 agosto 2024. URL consultato il 6 ottobre 2024.
52. ↑  (FR) Alain Delon (1935-2024): La presse internationale mentionne un «grand acteur et grand réactionnaire», in La Presse, 19 agosto 2024. URL consultato il 6 ottobre 2024.
53. ↑  (FR) Décès d'Alain Delon: l'hommage de la pesse étrangère, su lejdd.fr, 19 agosto 2024. URL consultato il 6 ottobre 2024.
54. ↑  (FR) «Merci, génie », «homme fatal»: la presse internationale salue la mémoire d'Alain Delon, su Le Point, 19 agosto 2024. URL consultato il 6 ottobre 2024.
55. ↑  (FR) Mort d'Alain Delon: «Ses enfants ne m'ont même pas permis de lui dire a…, su 20minutes.fr, 19 agosto 2024. URL consultato il 7 ottobre 2024.
56. ↑  (FR) Agnès Faivre, Alain Delon: vu de l'étranger, «le dernier grand mythe du cinéma français est mort», su Libération, 18 agosto 2024. URL consultato il 18 agosto 2024.
57. ↑  (EN) Anita Gates, Alain Delon, Smoldering French Film Star, Dies at 88, su The New York Times, 18 agosto 2024. URL consultato il 18 agosto 2024.
58. ↑  (EN) Peter Bradshaw, Mesmeric and beautiful, Alain Delon was one of cinema’s most mysterious stars, su The Guardian, 18 agosto 2024. URL consultato il 18 agosto 2024.
59. ↑  (FR) Solène Agnès, Mort d'Alain Delon: «Merci, génie!», «monument»… la presse internationale lui rend hommage, su Ouest-France, 19 agosto 2024. URL consultato il 19 agosto 2024.
60. ↑  (FR) Céline G, Plus belle la vie: l'hommage à Alain Delon diffusé sur TF1 (vidéo), su Stars Actu, 22 agosto 2024. URL consultato il 22 agosto 2024.
61. ↑   Funerali Alain Delon, l'arrivo del carro funebre e dei figli dell'attore a Douchy - Spettacolo - Ansa.it, su Agenzia ANSA, 24 agosto 2024. URL consultato il 24 agosto 2024.
62. ↑   Alain Delon, i funerali blindati per sole 50 persone, tra amici e familiari. Claudia Cardinale assente: "Troppo dolore", su la Repubblica, 24 agosto 2024. URL consultato il 24 agosto 2024.
63. ↑   Chiara Oltolini, Venezia 2024: la cerimonia d'apertura e il Leone D'Oro di Sigourney Weaver. Tutto sottotono, su Vanity Fair Italia, 28 agosto 2024. URL consultato il 14 ottobre 2024.
64. ↑   Mostra del cinema di Venezia 2024, la giornata di apertura, su ilmattino.it, 28 agosto 2024. URL consultato il 14 ottobre 2024.
65. ↑   francy279, Aperta ufficialmente l'81. Mostra Internazionale d'Arte Cinematografica di Venezia, su SMS News Quotidiano, 28 agosto 2024. URL consultato il 14 ottobre 2024.
66. ↑   Alain Delon évoque Dalida.
67. ↑   È morta Nathalie Delon. L“Affare Markovic” che fece tremare la Francia di De Gaulle negli anni '60, su nuovatlantide.org. URL consultato il 15 novembre 2024.
68. ↑   «Ho conosciuto tante passioni, successi, scandali». È morto Alain Delon a 88 anni, su editorialedomani.it. URL consultato il 15 novembre 2024.
69. ↑   L'Affare Markovic: Il più grande casino francese, su reddit.com. URL consultato il 15 novembre 2024.
70. 1 2   Delon-Romy: la lettera shock.
71. 1 2   Delon shock: deciderò io quando morire.
72. ↑   Alain Delon mette in asta la sua collezione d'arte, su www.we-wealth.com, 16 giugno 2023.
73. ↑   Alain Delon, dietro l'attore di culto un collezionista appassionato, su www.ilgiornaledellarte.com, 19 agosto 2024.
74. ↑   “I gay? Sono contro natura”, su lastampa.it.
75. ↑   ALAIN DELON: “FRANCIA È PAESE DI RAZZA BIANCA”, su voxnews.info. URL consultato il 25 settembre 2023.
76. 1 2   Tony Damascelli, Svolta a sinistra di Alain Delon: dalla Le Pen alla eco-sindaca, in Il Giornale, 5 luglio 2020. URL consultato il 19 agosto 2024.
77. ↑   Quando Alain Delon disse in Tv: «Maria è la donna che più conta per me», su Famiglia Cristiana. URL consultato il 20 agosto 2024.
78. ↑  (EN) Bert Reisfeld, Japan Film-makers Make Little Go Long Way, in Los Angeles Times, 12 settembre 1965,  p. N5.
79. ↑  (EN) Rebecca Keegan, Catching up with Madonna, in Los Angeles Times, 29 gennaio 2012. URL consultato il 4 luglio 2025 (archiviato dall'url originale il 26 gennaio 2021).
«One song on the album, “Beautiful Killer”, is a tribute to French film star Alain Delon. “I've seen every movie Alain Delon's ever made”, Madonna said. “He's so charismatic”.»
80. ↑   È morto Alain Delon, il suo grande amore per i cani e quell'idea che fece infuriare gli amanti degli animali, su lastampa.it.
81. ↑  In una scena è stato doppiato da Giuseppe Rinaldi